# Strada europea E60
La strada europea E60  è una strada di classe A e, come si evince dal numero, è una dorsale Ovest-Est.
In particolare la E60 collega Brest, in Francia, al Passo di Irkeštam, in Kirghizistan (al confine con la Cina). Il tracciato europeo si conclude a Costanza, in Romania, dopo un percorso lungo 3508 km attraverso Svizzera, Austria, Germania, ed Ungheria. Il tracciato caucasico e centroasiatico, attraverso Georgia, Azerbaigian, Turkmenistan, Uzbekistan, Tagikistan e Kirghizistan, misura oltre 3300 km.

## Percorso

### Europa

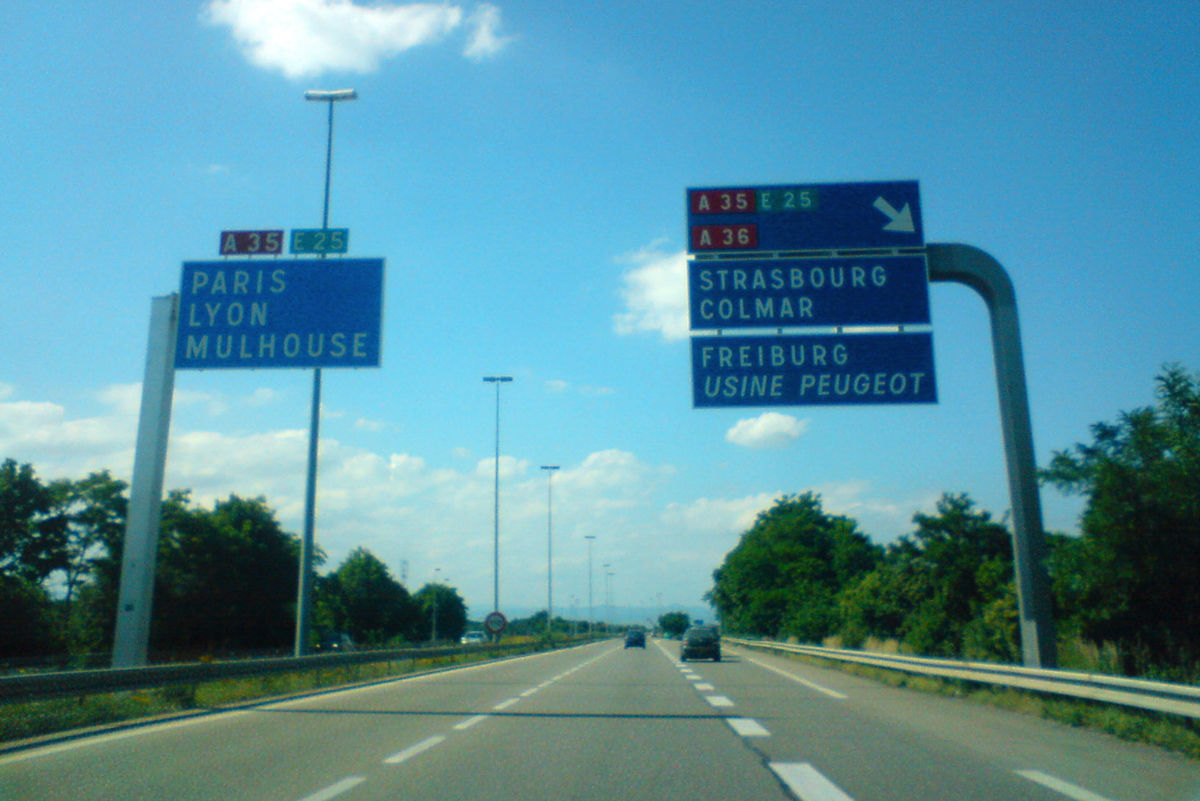
Incrocio presso Mulhouse

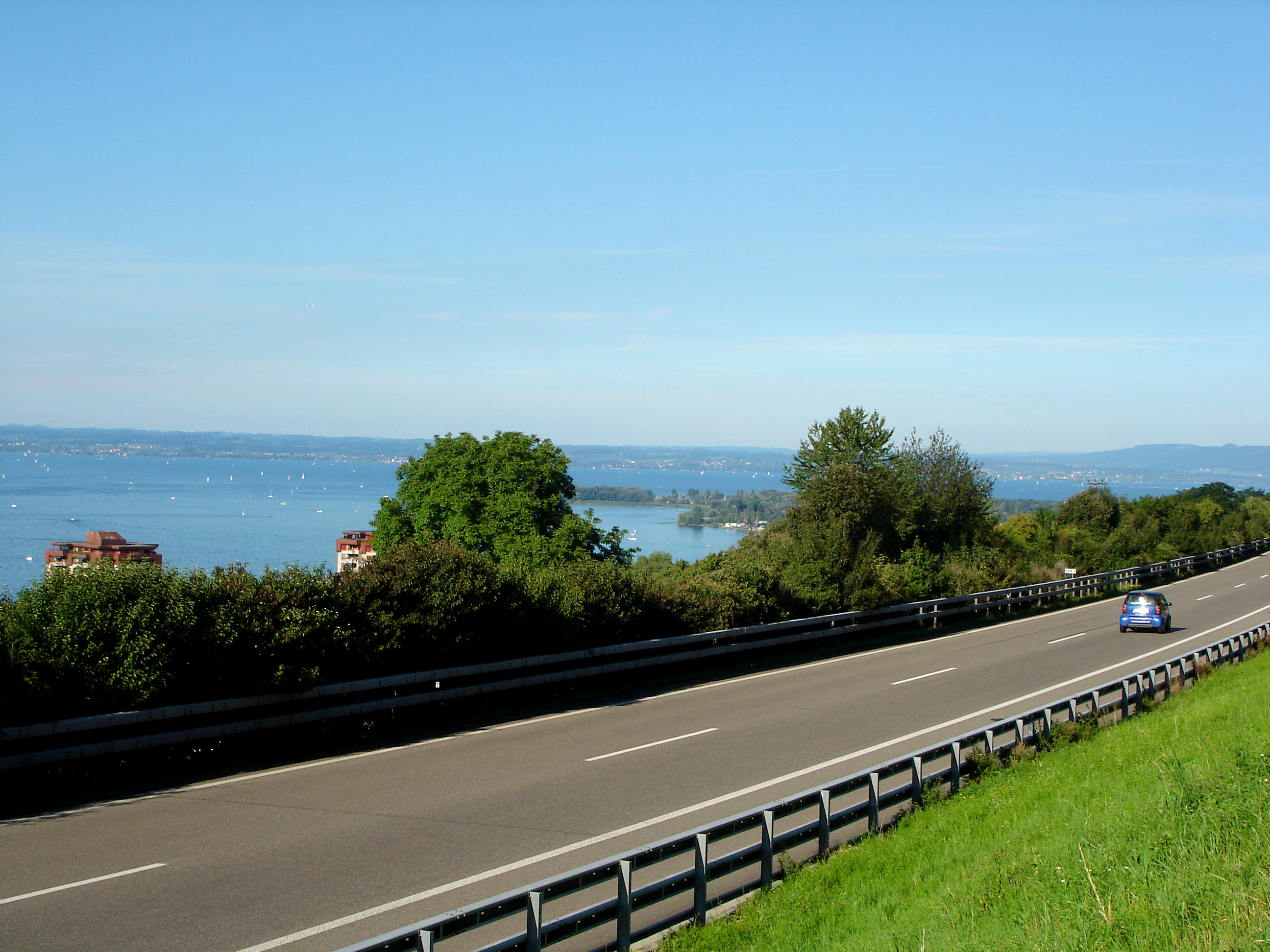
La A1 svizzera presso Lago di Costanza

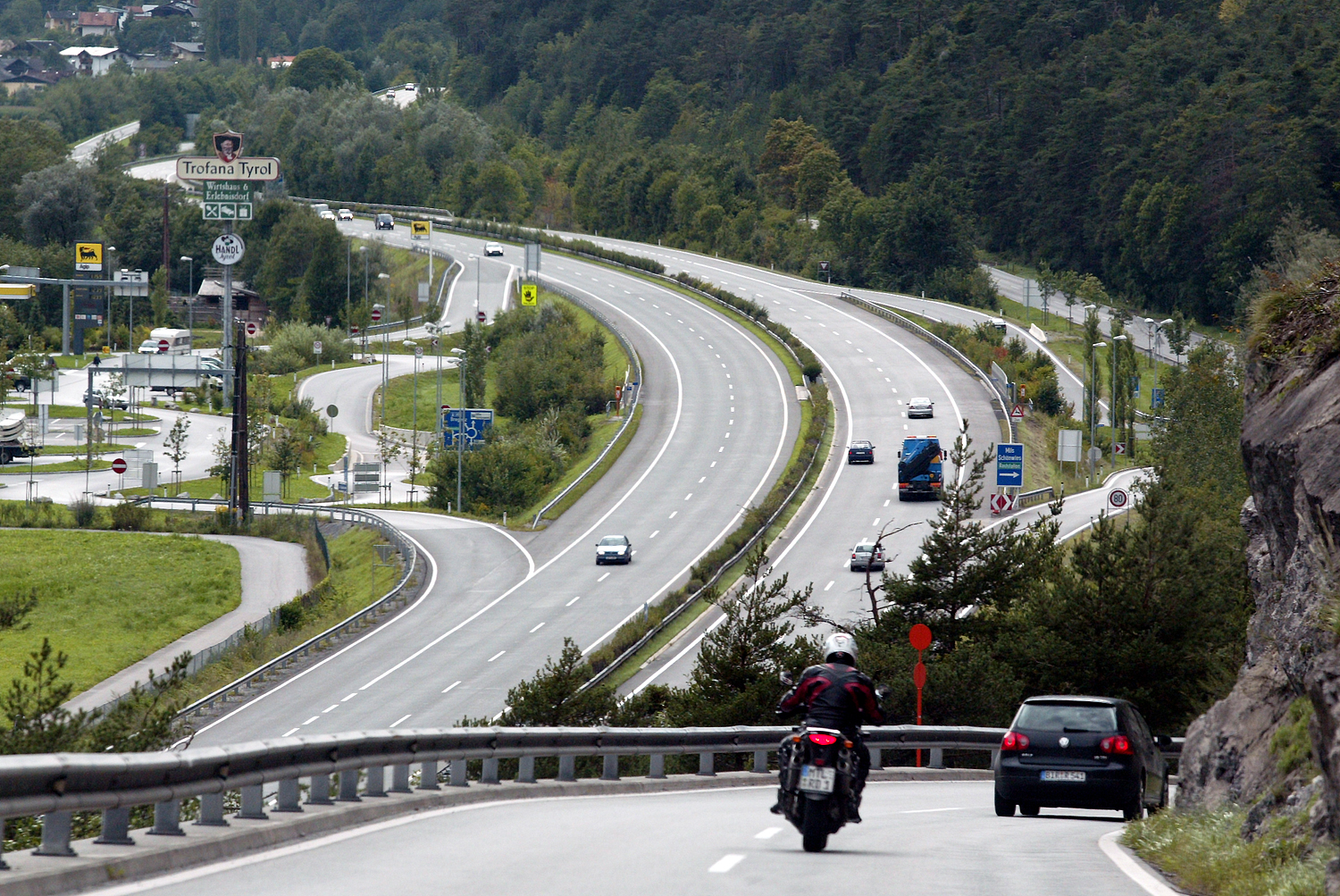
La A12 austriaca nei pressi di Innsbruck

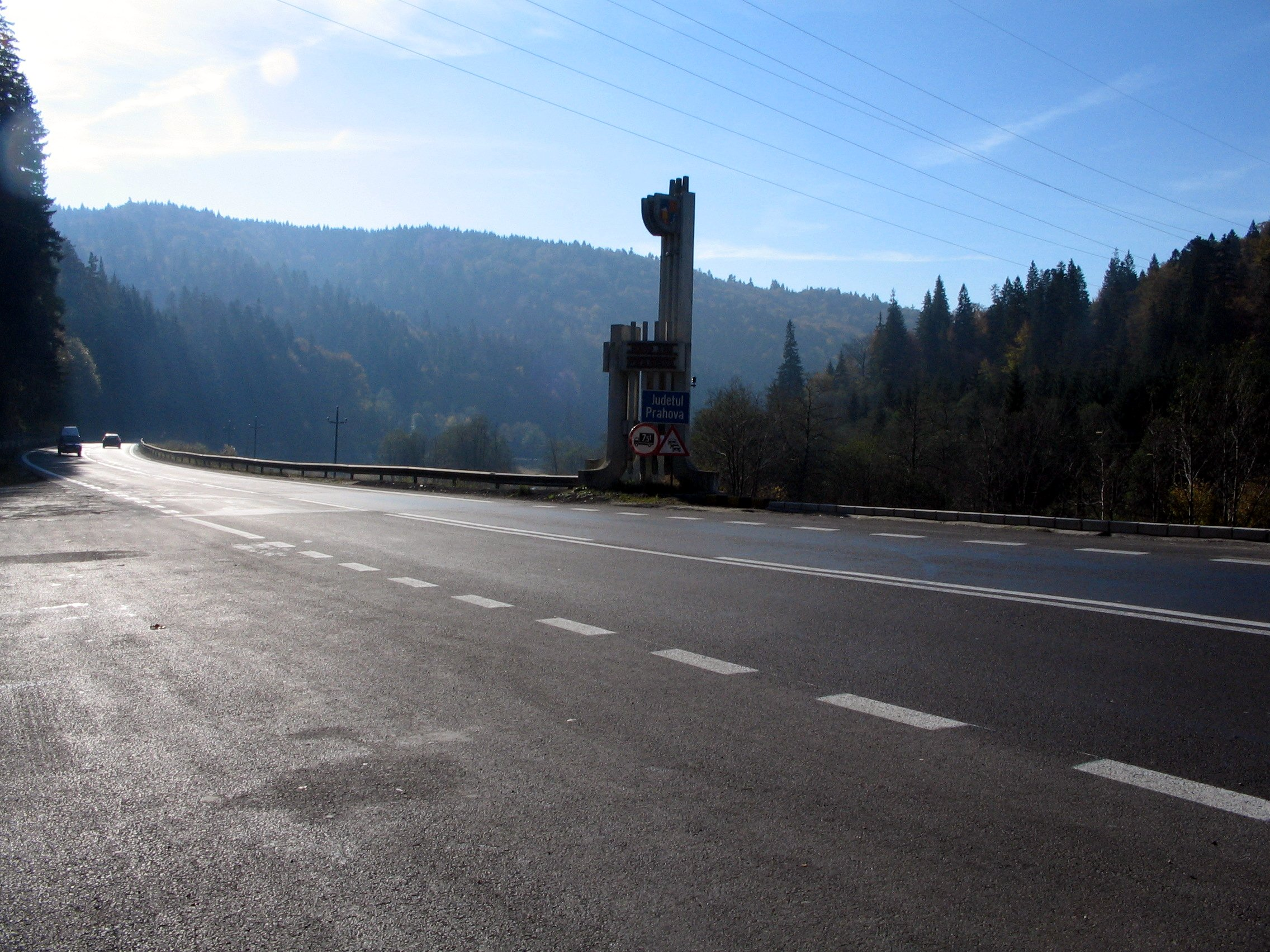
La strada 1 rumena nei pressi di Brașov

Nel suo percorso europeo, la E60 tocca numerose importanti località, riportate di seguito.
- Francia: Lorient, Vannes, Nantes, Angers, Tours, Orléans, Montargis, Auxerre, Beaune, Besançon, Belfort e Mulhouse;
- Svizzera: Basilea, Zurigo, Winterthur, San Gallo e St. Margrethen;
- Austria: Bregenz, Lauterach, Landeck, Telfs, Innsbruck;
- Germania: Rosenheim, Bad Reichenhall/Piding;
- Austria: Salisburgo, Sattledt, Linz, Sankt Pölten, Vienna e Nickelsdorf;
- Ungheria: Mosonmagyaróvár, Győr, Tatabánya, Budapest, Cegléd, Szolnok, Kisújszállás, Püspökladány, Berettyóújfalu;
- Romania: Oradea, Aleșd, Huedin, Cluj-Napoca, Turda, Câmpia Turzii, Luduș, Iernut, Târgu Mureș, Sighișoara, Brașov, Predeal, Azuga, Ploiești, Otopeni, Bucarest, Urziceni, Slobozia, Hârșova, Costanza.

#### Denominazioni delle strade
| Stato    | Tipologia           | Tipologia | Tratto                      |
| -------- | ------------------- | --------- | --------------------------- |
| Francia  | superstrada         | N165      | Brest - Nantes              |
| Francia  | autostrada          | A11       | Nantes-Angers               |
| Francia  | superstrada         | N23       | tangenziale di Angers       |
| Francia  | viabilità ordinaria | N147      | Angers-Saumur               |
| Francia  | viabilità ordinaria | N152      | Saumur-Tours                |
| Francia  | autostrada          | A10       | Tours-Orléans               |
| Francia  | superstrada         | N60       | Orléans-Germigny-des-Prés   |
| Francia  | viabilità ordinaria | N60       | Germigny-des-Prés-Montargis |
| Francia  | superstrada         | N60       | tangenziale di Montargis    |
| Francia  | viabilità ordinaria | N60       | Montargis-Courtenay         |
| Francia  | autostrada          | A6        | Courtenay-Beaune            |
| Francia  | autostrada          | A36       | Beaune-Mulhouse             |
| Francia  | autostrada          | A35       | Mulhouse-Basilea            |
| Svizzera | autostrada          | A3        | Basilea-Zurigo              |
| Svizzera | autostrada          | A1        | Zurigo-Sankt Margrethen     |
| Austria  | autostrada          | L202      | Sankt Margrethen-Bregenz    |
| Austria  | autostrada          | A14       | Bregenz-Bludenz             |
| Austria  | superstrada         | S16       | Bludenz-Landeck             |
| Austria  | autostrada          | A12       | Landeck-Kufstein            |
| Germania | autostrada          | A93       | Kufstein-Rosenheim          |
| Germania | autostrada          | A8        | Rosenheim-Salisburgo        |
| Austria  | autostrada          | A1        | Salisburgo-Vienna           |
| Austria  | autostrada          | A21       | tangenziale di Vienna       |
| Austria  | autostrada          | A4        | Vienna-confine              |
| Ungheria | autostrada          | M1        | confine-Budapest            |
| Ungheria | viabilità ordinaria | 4         | Budapest-Püspökladány       |
| Ungheria | viabilità ordinaria | 42        | Püspökladány-confine        |
| Romania  | viabilità ordinaria | 1         | confine-Turda               |
| Romania  | viabilità ordinaria | 13        | Turda-Brașov                |
| Romania  | viabilità ordinaria | 1         | Brașov-Bucarest             |
| Romania  | viabilità ordinaria | 24        | Bucarest-Costanza           |

### Repubbliche caucasiche

La E60 nella rete di strade europee presenti nella regione caucasica

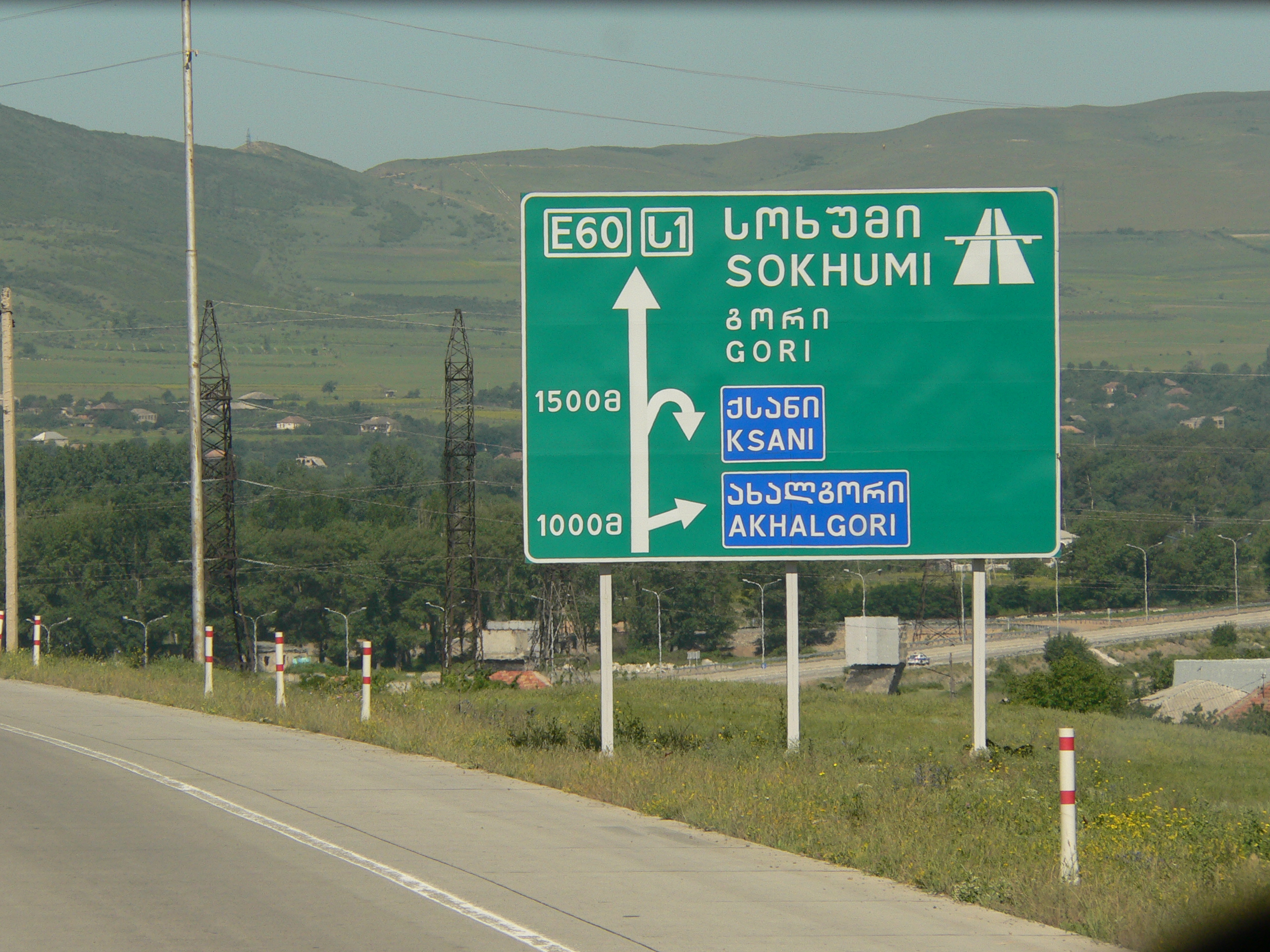
La E60 in Georgia

Da Costanza, il tracciato prosegue nell'area caucasica verso il Mar Caspio per oltre 800 km. Dalla città rumena è previsto un trasbordo attraverso il Mar Nero per raggiungere la località georgiana di Poti. Non esistono collegamenti diretti tra le due città, ma solo facendo scalo nella città ucraina di Odessa o in quella bulgara di Varna. Il tragitto e le località toccate nelle repubbliche caucasiche sono descritti di seguito.

#### Georgia
Strada M27:
- Poti (intersezione con la E70 e la E97);
- Senak'i;
- Samtredia (intersezione con la E692 e la strada P7);
- Kutaisi;
- Khashuri;
- Gori;
- Tbilisi (intersezione con la E117);
- intersezione con la E001.

#### Azerbaigian
- Ganja;
- Evlak;
- Baku (intersezione con la E119).

### Repubbliche centro-asiatiche
Dopo l'attraversamento del Mar Caspio, la strada prosegue per oltre 2500 km attraverso quattro delle cinque repubbliche centro-asiatiche. Di seguito sono riportate le principali località toccate dalla E60.

#### Turkmenistan
- Turkmenbashi (intersezione con la E121);
- Gyzylarbad (intersezione con la E121);
- Asjkhabad (intersezione con la E003);
- Tedjen;
- Mary;
- Chardzu.

#### Uzbekistan
- Alat;
- Bukhara (intersezione con la E40 e la E004);
- Karshi;
- Guza (intersezione con la E005);
- Sherobod;
- Termis.

#### Tagikistan
- Dušanbe (intersezione con la E123 e la E008);
- Jirgatal (intersezione con la E009).

#### Kirghizistan
- Sary Tash (intersezione con la E007);
- Passo di Irkeštam.